# William Artis
William Artis (Washington, Carolina del Norte, 1914 - Washington, 1977) fue un escultor estadounidense. Artis conocido por una serie de bustos de jóvenes afroamericanos realizados en terracota y en piedra, en los años 1930 y 1940. Fue alumno de la escultora Augusta Savage.

## Obras de William Artis

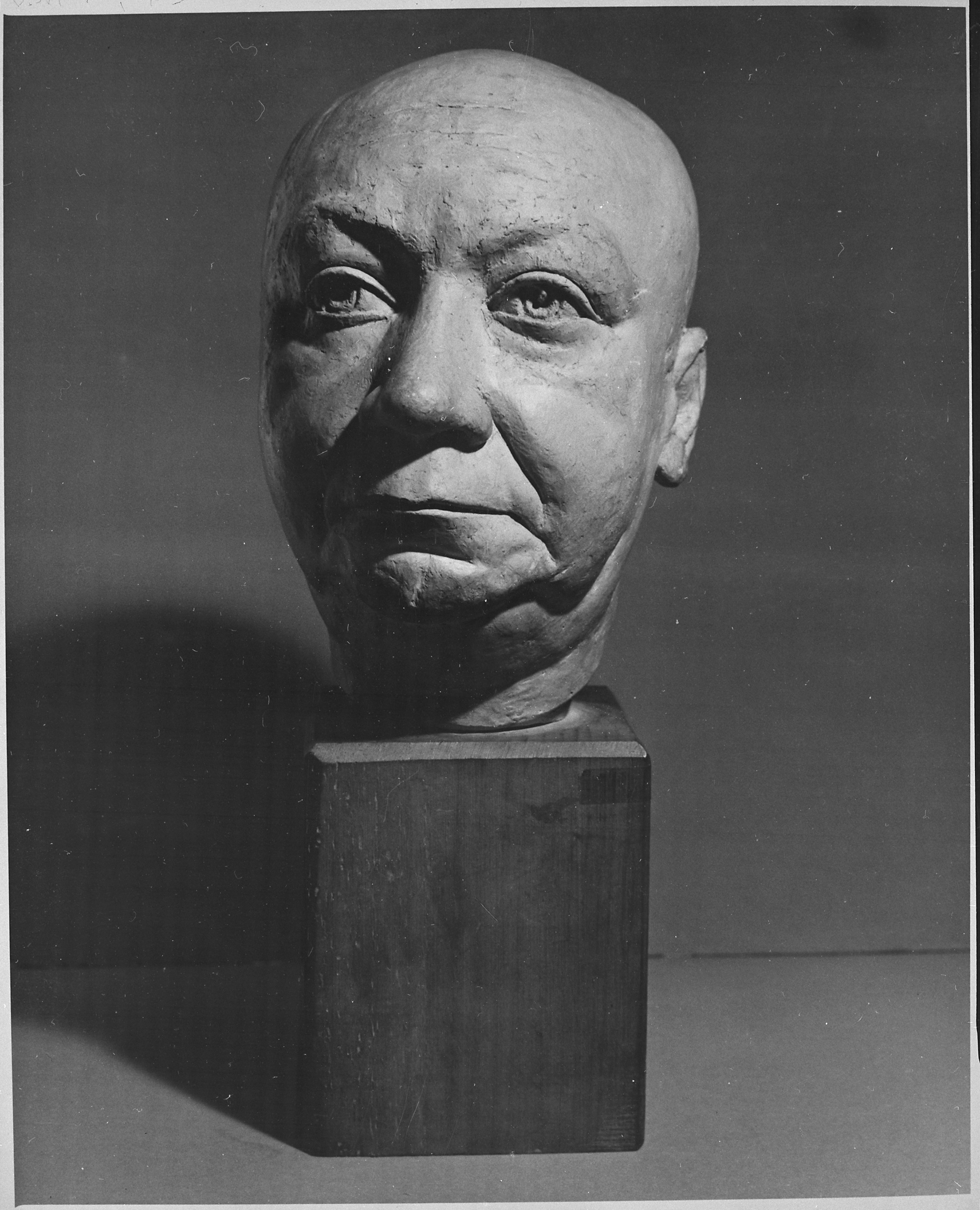
Retrato del doctor Louis Wright (en:)
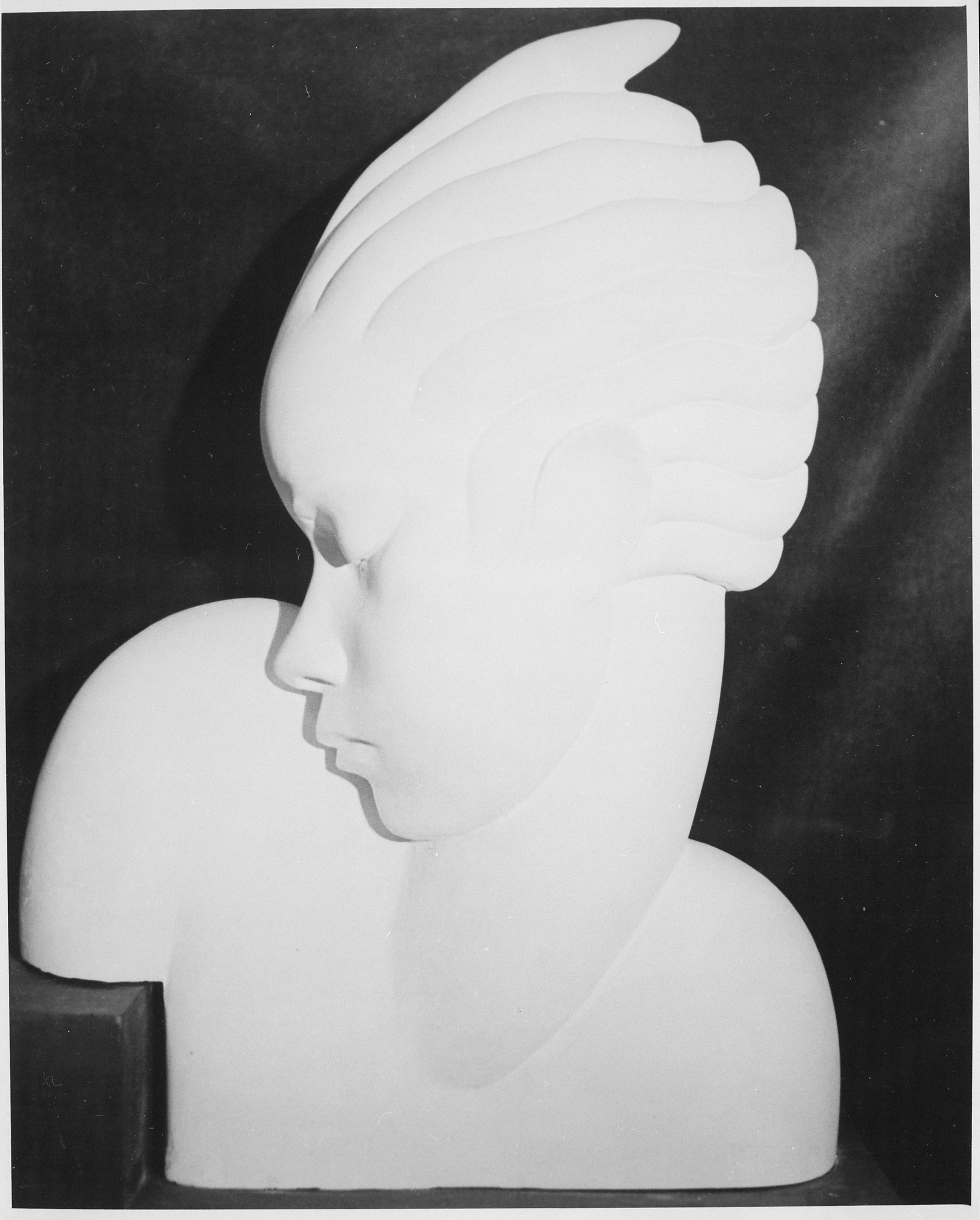
Cabeza decorativa
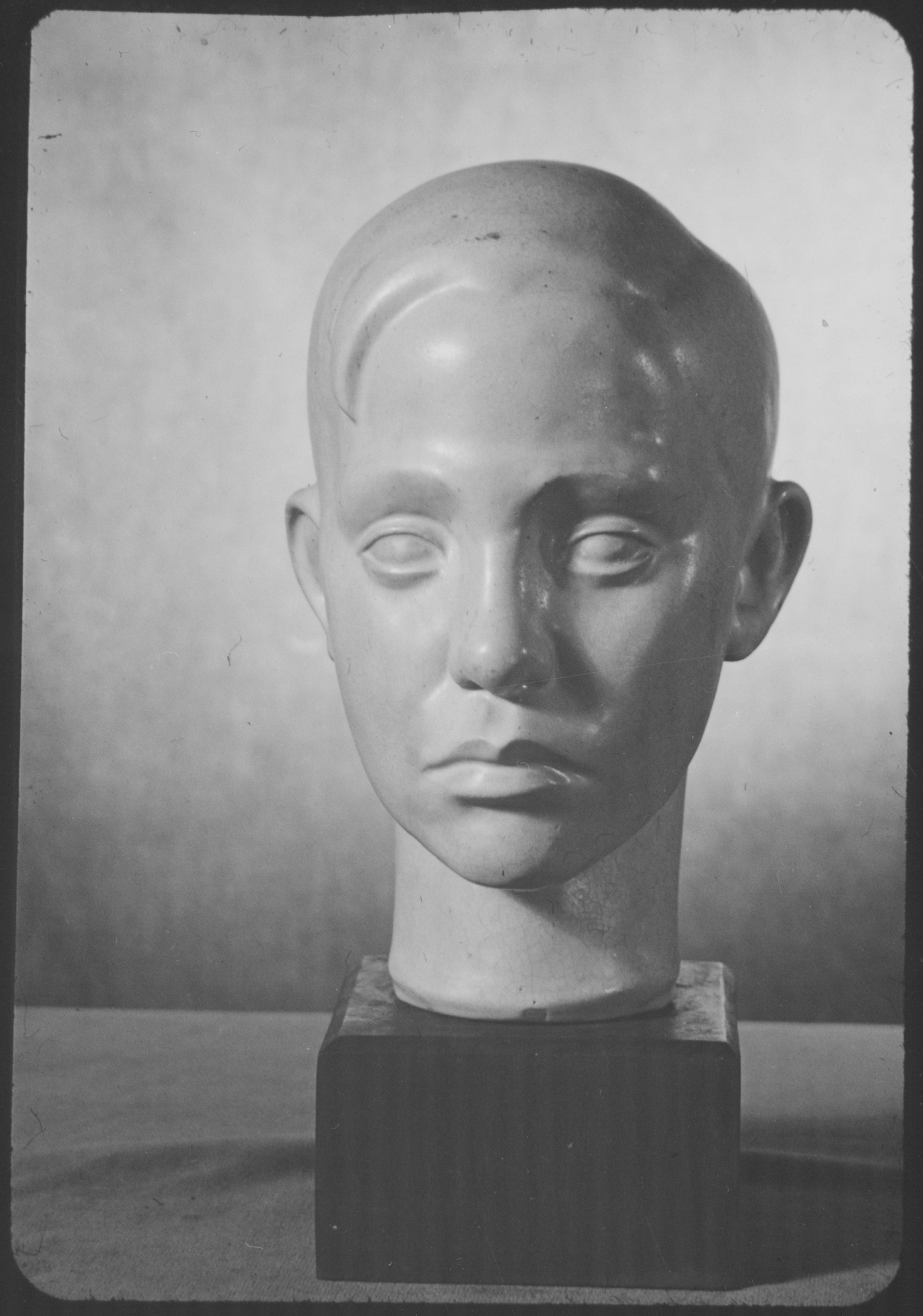
Cabeza de terracota

 Pulsar sobre la imagen para ampliar. 